# Département de Guatemala
Pour les articles homonymes, voir Guatemala (homonymie).
Guatemala est un des 22 départements du Guatemala. Sa capitale est Guatemala Ciudad, qui est également la capitale du pays.
Le département a une superficie de 2 126 km2 et sa population était d'environ 5,1 millions d'habitants lors du recensement de 2020.

## Municipalités
1. Amatitlán
2. Chinautla
3. Chuarrancho
4. Fraijanes
5. Ciudad de Guatemala
6. Mixco
7. Palencia
8. Petapa
9. San José del Golfo
10. San José Pinula
11. San Juan Sacatepéquez
12. San Pedro Ayampuc
13. San Pedro Sacatepéquez
14. San Raymundo
15. Santa Catarina Pinula
16. Villa Canales
17. Villa Nueva